# Queima dos arquivos da escravidão no Brasil

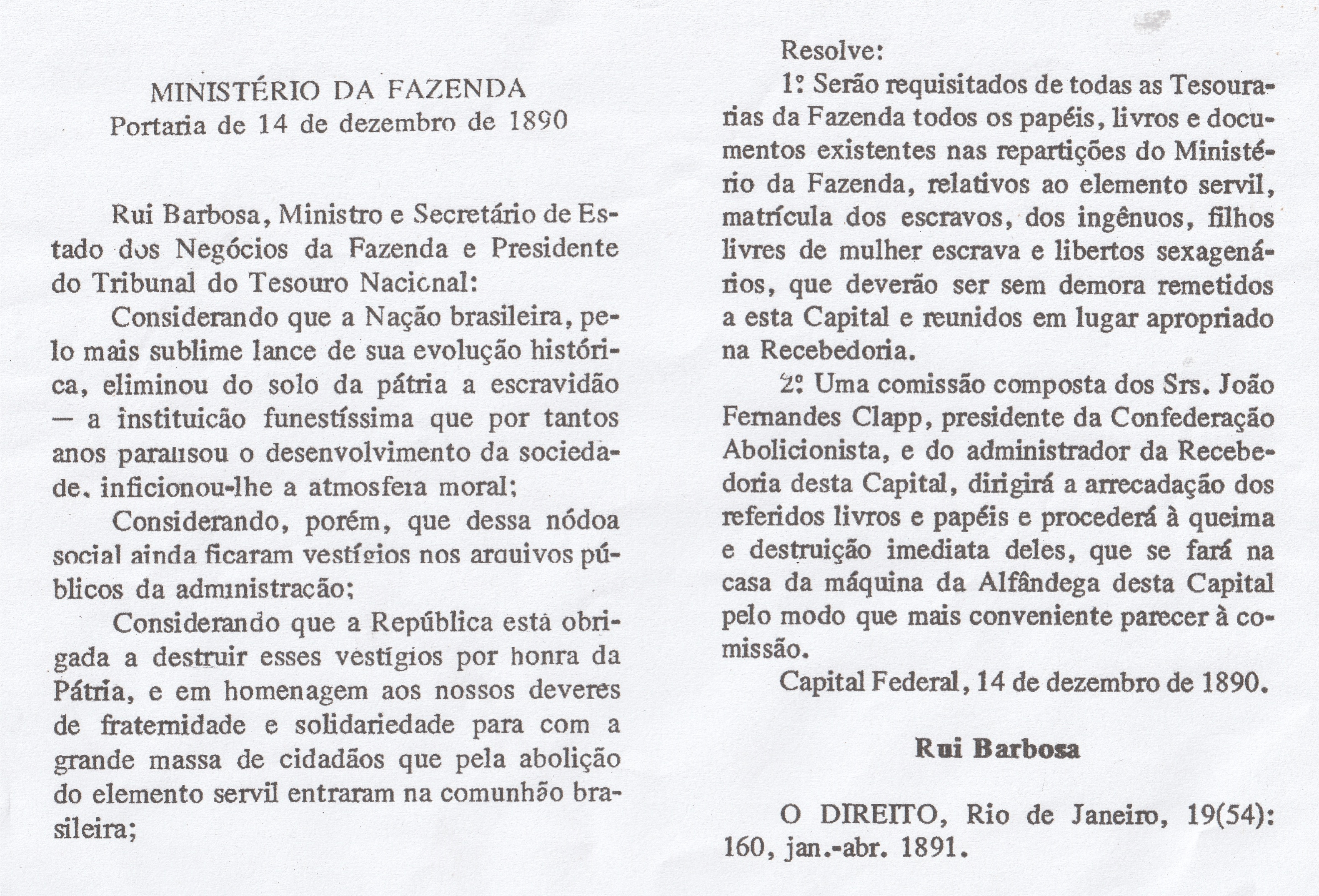
Literatura da portaria ministerial que ordenou, a mando da lei do registro civil à época, a queima dos arquivos da escravidão no Brasil em 14 de dezembro de1890.

A queima dos arquivos da escravidão no Brasil ocorreu no dia 13 de maio de 1891, por ordem de Ruy Barbosa, então Ministro da Fazenda. No dia 14 de dezembro de 1890, um documento assinado pelo ministro anunciava a queima de todos os registros de cartório sobre compra e venda de escravos no Brasil, incluindo livros de matrícula, controles aduaneiros e registros de tributos. O documento também determinava que os registros fossem enviados para o Rio de Janeiro, capital da república, onde seriam queimados.

## Contextos
Acredita-se que o ministro emitiu o documento com a intenção de que os ex-proprietários de escravos não pudessem pedir indenização após a abolição da escravidão pela Lei Áurea, em 1888. Por outro lado, acredita-se que a queima dos documentos também tenha impedido que ex-escravos pudessem ter acesso às datas das suas compras, que, em tese, poderiam ser usadas para exigir recompensa por terem sido ilegalmente escravizados, já que desde 7 de novembro de 1831 o tráfico de escravos para o Brasil foi proibido. Havia a possibilidade de buscas por indenização por parte de ex-escravos porque a determinação do fim do tráfico não teria sido cumprida. Estima-se que, depois de 1831, em torno de 300 mil africanos escravizados entraram por meio do tráfico no Brasil. A queima dos arquivos também teria inviabilizado a hipótese de uma retomada, pelo novo regime republicano, dos planos da Princesa Isabel de indenizar ex-escravos com terras e ferramentas para trabalhar.
Após a abolição da escravidão no Brasil inicia-se um processo de tentativa de esquecimento do passado escravista. Por conta disso, interpreta-se que a queima dos documentos relativos à escravidão brasileira esteve ligada à busca pelo apagamento de um passado vergonhoso e pela reconstrução da história por vias dos ideais de progresso, incorporando assim os escravos brasileiros ao projeto de modernização capitalista. De acordo com a historiadora Lilia Schwarcz, mesmo não tendo obtido êxito em suas pretensões de eliminar todos os arquivos da escravidão, o episódio toma o significado de uma tentativa de esquecimento do passado escravagista e a tentativa de um recomeço da história brasileira a partir do presente no qual se encontrava o Brasil logo após a proclamação da república.
Na época o jornal o Estado de São Paulo publicou, em edições distintas, sobre o tema:

"O Estado de S.Paulo - 23/12/1890 - Oposição à destruição. Em 20 de dezembro de 1890, uma moção de apoio ao despacho de Ruy Barbosa foi votada e aprovada no Congresso Nacional. Mas, não sem oposição. Representantes de São Paulo, Minas Gerais e Rio Grande do Sul se colocaram contra o despacho. A edição de 23 de dezembro do Estado trouxe mais detalhes sobre a sessão.  

A nota contava que o deputado Francisco Coelho Duarte Badaró (MG) registrou seu protesto contra a queima de todo arquivo da escravidão no Brasil. Após colocar a ressalva que não se pronunciava contra a "obra meritória da abolição" mas contra a destruição dos documentos, disse: "não devemos fazer o papel de iconoclastas, devemos ter um arquivo". 
"A nossa vida é nova, mas precisamos ter a nossa história escrita com provas verdadeiras. Pelo fato de mandar queimar grande número de documentos para a história do Brasil, a vergonha nunca desaparecerá, nunca se poderão apagar da nossa história os vestígios da escravidão", continuou o deputado.

Na edição de 21 de dezembro de 1890 o Estado publicou na sua capa uma crítica à ordem de Ruy Barbosa. Ela questionava o direito de um ministro sobre o destino dos documentos que "mais do que aos arquivos das repartições, pertecem à história".— 

## Base legal
O documento assinado por Rui Barbosa tivera base legal autorizada pelo artigo 11, parágrafo único do decreto Nº 370, de 2 de maio de 1890, que era a Lei do Registro Civil criada no governo provisório de Deodoro da Fonseca, o citado parágrafo único tem a seguinte redação original: "Paragrapho unico. Os livros do registro sob o n. 6, nos quaes era transcripto o penhor de escravos, serão incinerados, e si delles constarem outros registros, estes serão transportados com o mesmo numero de ordem para os novos livros de ns. 2, 4 ou 5". (Decreto nº 370, de 2 de Maio de 1890, artigo 11, parágrafo único)